# ジェイムズ・コットン
ジェイムズ・コットン（James Cotton、1935年7月1日 - 2017年3月16日）は、米国のブルース・ハーモニカ奏者、シンガー。マディ・ウォーターズのバンドのハーモニカ奏者として頭角を現し、その後ソロ・アーティストとして活躍している。1990年代半ばに喉頭ガンを患い歌うことが出来なくなったが、以降もバンドにヴォーカリストを迎えて精力的に活動を続けていた。

## 来歴
1935年、ミシシッピ州チュニカに生まれた。少年時代にラジオ局KFFAの名物番組キング・ビスケット・タイムでサニー・ボーイ・ウィリアムソンIIの演奏を聴き、音楽に関心を持つようになった。9歳のとき、コットンはウィリアムソンに会いにKFFAのあったアーカンソー州ヘレナに向かう。彼に実際に手ほどきを受け、腕を磨いた。
その後コットンは拠点をメンフィスに移し、1950年頃にはウィリー・ニックス、ジョー・ウィリー・ウィルキンズといったミュージシャンたちとプレイを重ね音楽活動を本格化する。続いてハウリン・ウルフのバンドに参加した。1953年には、サム・フィリップスの目に留まり、サン・レコードへソロ・アーティストとして初のレコーディング。シングル2枚をリリースした。
1955年頃、シカゴに移住する。1957年、マディ・ウォーターズのバンドにリトル・ウォルターの後任として正式参加。彼のバンドにまだ在籍していた1965年、自らバンドを結成し、サミュエル・チャーターズのプロデュースのコンピレーションChicago/The Blues/Today!のレコーディングに参加。同シリーズのVolume 2のLPに彼の曲5曲が収録された。
マディのバンドには翌1966年まで在籍し脱退。1967年には、ソロ・アーティストとして初のフル・アルバムCut You Loose!をヴァンガード・レーベルよりリリースする。
コットンのアーティストしての地位を不動のものとしたのは、1974年にブッダ・レコードよりリリースした100% Cottonだ。ここでは、ギターのマット・マーフィーにケニー・ジョンソン (ds.)、チャールズ・キャルミーズ (b.)、リトル・ボー (sax.)といった強者メンバーを揃え、ソロではなく「ジェイムズ・コットン・バンド」を名乗り、バンドとしてのファンキーなサウンドを確立した。"One More Mile"、"Rocket 88"など、以後彼の主要なレパートリーとなる楽曲が多く収められている。
ブッダからはあと2枚アルバムをリリースしている。2枚目のHigh Energy (1975年)ではニューオーリンズでアラン・トゥーサン、ジェイムズ・ブッカー、ワーデル・カゼア等と共演。続く2枚組のライブ・アルバムLive & on the Move (1976年)では、ライブ・バンドとしてのテンションの高さを見せた。ブッダ時代は既存のブルースの枠にとらわれず新たなサウンドに切り開いたという意味でも、コットンにとって重要な時期であった。
1970年代後半になると、マディ・ウォーターズのアルバム、Hard Again、King Bee、Muddy "Mississippi" Waters Liveといったアルバムにジョニー・ウィンターとともに参加した。
1980年代には、アリゲーター・レコードと契約し、2枚のアルバムをリリースする。2枚目に当たるライブ盤Live from Chicagoでは、コットンはグラミー賞にノミネートされた。1990年には、同レーベルからのハーモニカ奏者のオールスター企画盤Harp Attackでジュニア・ウェルズ、ビリー・ブランチ、キャリー・ベルと共演。
1990年代半ばに喉頭ガンの手術の受け、その結果歌うことができなくなってしまった。しかしながら、コットンはバンドに元アンソン・ファンダーバーグ&ザ・ロケッツのダリル・ニューリッシュを迎え、活動を続行。その後もレコーディングも続けている。
1996年、第39回グラミー賞において、アルバムDeep in the Bluesで初めて「Best Traditional Blues Album」を受賞した。
2017年3月16日、米テキサス州オースティンにあるセント・デイビッズ・メディカル・センターにて肺炎のため死去。

## ディスコグラフィ
- 1967年 The James Cotton Blues Band (Verve)
- 1968年 Cut You Loose! (Vanguard)
- 1968年 Cotton in Your Ears (Verve)
- 1968年 Pure Cotton (Verve)
- 1970年 Taking Care of Business (Capitol)
- 1974年 100% Cotton (Buddah)
- 1975年 High Energy (Buddah)
- 1976年 Live & on the Move (Buddah)
- 1984年 High Compression (Alligator)
- 1986年 Live from Chicago (Alligator)
- 1988年 Take Me Back (Blind Pig)
- 1988年 Live at Antone's (Antone's)
- 1990年 Harp Attack (Alligator) ※ジュニア・ウェルズ、ビリー・ブランチ、キャリー・ベルとの共演盤
- 1991年 Mighty Long Time (Antone's)
- 1994年 Living the Blues (Verve)
- 1996年 Deep in the Blues (Verve)
- 1999年 Superharps (Telarc International)  ※ビリー・ブランチ、チャーリー・マッスルホワイト等との共演盤
- 2000年 Fire Down Under the Hill (Telarc International)
- 2002年 35th Anniversary Jam of the James Cotton Blues Band (Telarc International)
- 2004年 Baby, Don't You Tear My Clothes (Telarc International)
- 2010年 Giant (Alligator)
- 2013年 Cotton Mouth Man (Alligator)

### 編集盤など
- 1984年 Dealin' with the Devil (Intermedia QS)
- 1992年 Live at Electric Lady (Sequel)
- 1995年 Best of Verve Years (Verve)
- 1998年 Late Night Blues (Just a Memory)
- 1998年 Seems Like Yesterday (Just a Memory)
- 2002年 Midnight Creeper (Just a Memory)
- 2007年 Vanguard Visionaries (Vanguard)